# Aeduové

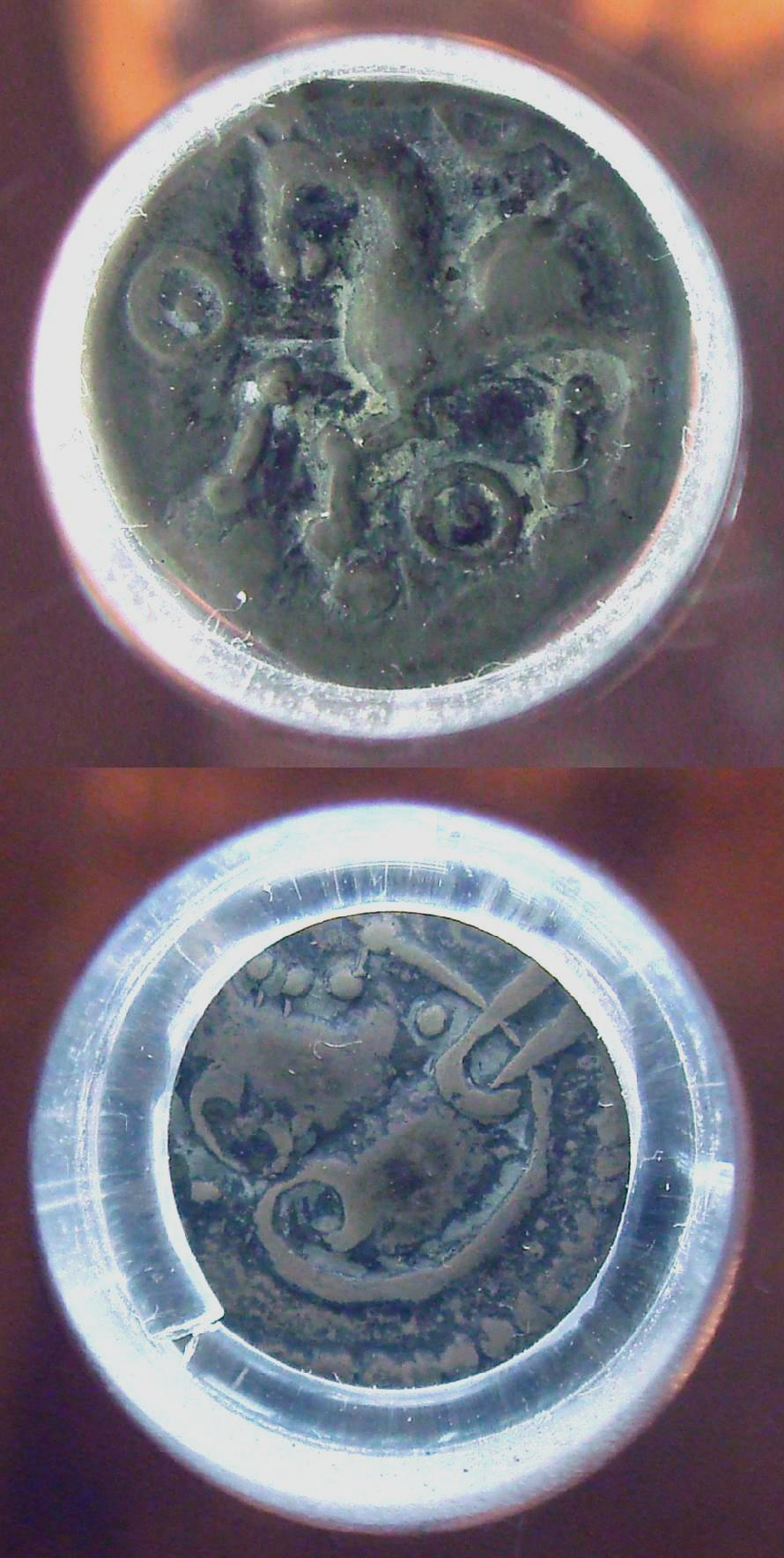
Aeduinský denár z 1. století př. n. l. (Musée de la Monnaie de Paris)

Aeduové také Haeduové (starořecky: Αϊδούοι) byl keltský kmen žijící na území Galie, mezi řekami Arar (Saôna) a Liger (Loira) v současné Francii. Obývané území zahrnovalo větší část současných departementů Saône-et-Loire, Côte-d'Or a Nièvre. Hranice území jsou definovány záznamy ve starověkých spisech, podle nichž horní tok řeky Loiry tvořil západní hranici jejich území a odděloval ho od území kmene Biturigů a řeka Saôna tvořila východní hranici jejich území a oddělovala ho od území kmene Sekvánů. Jejich hlavním sídlem bylo oppidum Bibracte.

## Historie
Před římskou nadvládou Galii obývali samosprávné keltské kmeny. Území mezi nimi bylo rozděleno na kantony a každý kanton byl dále rozdělen na sídla. Aeduové stejně jako mocné kmeny Arvernů, Sekvánů a Helvéců nahradili svou monarchii soudní radou. Volení soudci byli pod vedením senátu a senát byl složen z potomků starých královských rodin. Podle Livia se v 6. století př. n. l. účastnili expedice krále Bellova do Itálie. Již v období před příchodem Julia Caesara se připojili k Římanům a byli jimi poctěni tituly Bratří a příbuzní římského národa. V roce 63 př. n. l. se jejich dlouholetí soupeři Sekvánové spojili s dalšími galskými a germánskými kmeny vedenými Ariovistem a následně je porazili a zmasakrovali v bitvě u Magetobriga. Po bitvě Aeduové vyslali druida Diviciaca do Říma, aby požádal o pomoc římský senát, ale jeho žádosti nebylo vyhověno. Až v roce 58 př. n. l. Julius Caesar po svém vpádu do Galie obnovil jejich nezávislost. Aeduové přesto později vstoupili do galské koalice proti Caesarovi a až po porážce Vercingetorika v bitvě u Alesie se znovu spojili s Římany. Několik desetiletí po římském obsazení Galie, opustili své hlavní sídlo oppidum Bibracte a vybudovali nové polořímské a pologalské sídlo Augustodunum. Nejvyšší soudce Aeduů v době Caesara se jmenoval Vergobretus, podle Theodora Mommsena byl titulem judgment-workerem, který byl volen každý rok. Na Aeduích byli závislé i některé další malé galské komunity.
Aeduové byli prvními z galských kmenů, kteří od císaře Claudia získali Jus honorum, tím se stali prvními Galy s povolením stát se římskými senátory. Ve 3. století Eumenius sepsal prohlášení, v němž žádal o obnovu škol ve svém rodném městě Augustodunum, což naznačuje, že vývoj v regiónu byl zaostalý. Aeduové pravděpodobně přijali řadu vládních praktik od Římanů, jako byla volba soudců i dalších úředníků. Kolem 5. století započala postupná christianizace galského území a Aeduové se stali součástí franské říše.